# Petronila
La ville de Petronila est située dans le comté de Nueces, dans l’État du Texas, aux États-Unis. Sa population s’élevait à 113 habitants lors du recensement de 2010, estimée à 114 habitants en 2016.

## Source
- (en) Cet article est partiellement ou en totalité issu de l’article de Wikipédia en anglais intitulé « Petronila, Texas » (voir la liste des auteurs).

1. ↑  (en) « Population and Housing Unit Estimates » (consulté le 9 juin 2017)
2. ↑  (en) « Census of Population and Housing », Census.gov (consulté le 4 juin 2015)